# Maassluis vasútállomás
Maassluis vasútállomás Hollandiában, Maassluis városában.

## Vasútvonalak
Az állomást az alábbi vasútvonalak érintik:
- Schiedam–HoekvanHolland-vasútvonal
- Ligne B

## Kapcsolódó állomások
A vasútállomáshoz az alábbi állomások vannak a legközelebb:
- Maassluis West vasútállomás (Hoek van Holland Strand metro station, északnyugat, Ligne B)
- Vlaardingen West vasútállomás (Nesselande, délkelet, Ligne B)